# Route nationale 513
Die N513 war von 1933 bis 1973 eine französische Nationalstraße, die zwischen Aix-les-Bains und der N512 in der Nähe vom Col de Plainpalais verlief. Ihre Länge betrug 29 Kilometer.

## N513a
Die N513A war von 1933 bis 1973 ein Seitenast der N513, der von dieser auf den Mont Revard führte.